# U.S. Post Office Dobbs Ferry

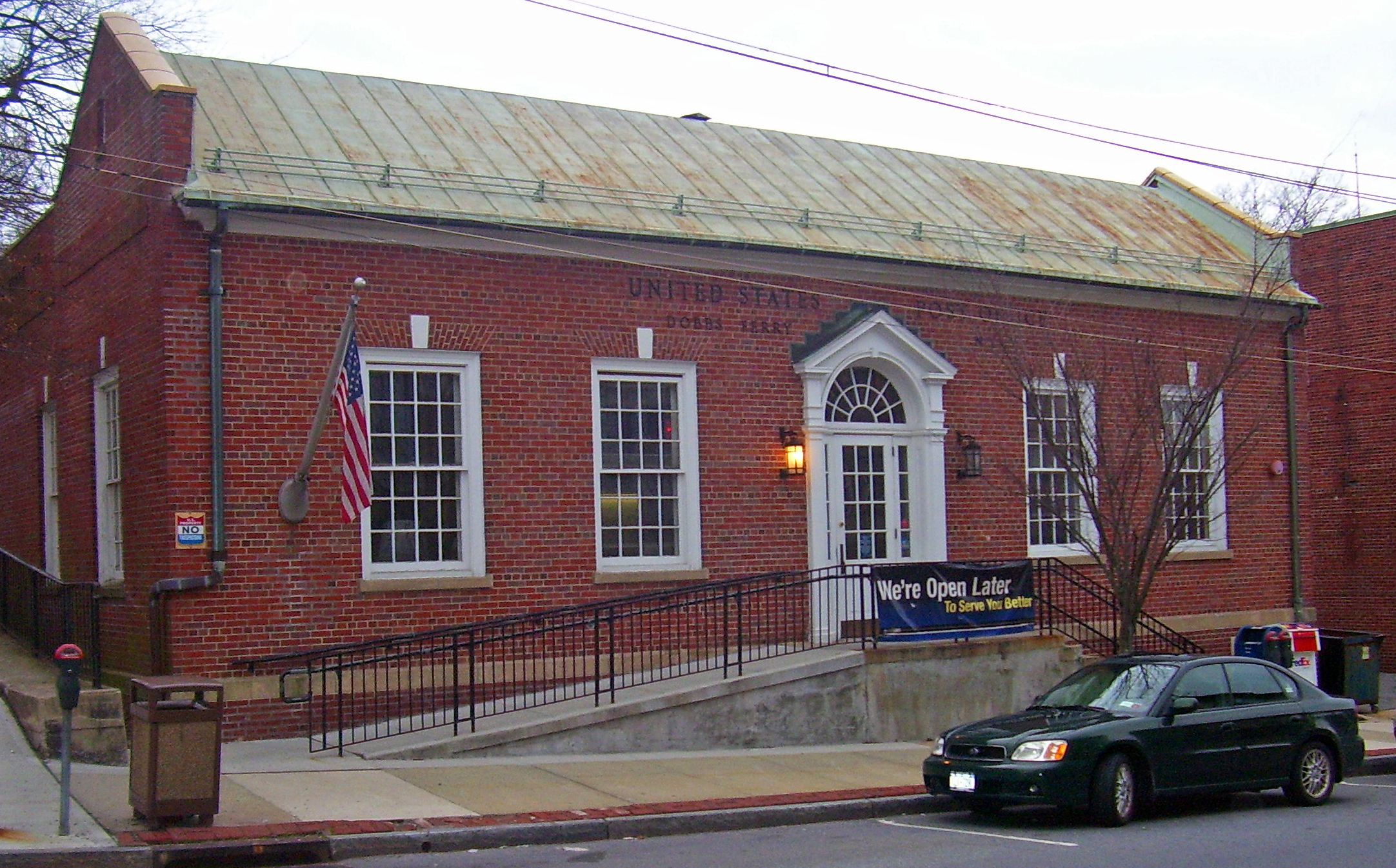
Frontfassade (2008)

Das U.S. Post Office Dobbs Ferry ist das Postamt für den ZIP Code 10522 und bedient so Dobbs Ferry im Westchester County, New York in den Vereinigten Staaten. Es ist ein Backsteingebäude im Stil des Colonial Revival an der Ecke der Main und Oak Street im Zentrum des Villages.
Das Postamt wurde 1936 im Rahmen eines umfangreichen Bauprogramms für Postämter erbaut. Mit seiner detaillierten Ornamentierung ist es ungewöhnlich für Baustil des Colonial Revivals. Nur zwei weitere Postämter im ländlichen Teil des Bundesstaates New York sind ähnlich detailliert gestaltet. Aus diesem Grund wurde das Gebäude 1988 in das National Register of Historic Places aufgenommen.

## Bauwerk
Das Postamt ist ein einstöckiger Stahlskelettbau mit fünf auf fünf Jochen und befindet sich auf einem Eckgrundstück. Der Boden fällt vom hinteren Bereich zur westlichen Fassade hin; der Hudson River liegt nur ein kleines Stück in dieser Richtung entfernt. Deswegen wurde es auf einem erhöhten Sockel erbaut. An der Rückseite befindet sich ein drei Joche spannender Anbau.
Der Sockel und die Fassade sind aus roten Backsteinen im Läuferverband gemauert. Der vordere Gebäudeabschnitt in der Tiefe eines Jochs hat ein Satteldach aus Kupfer, dessen Giebel als hochgezogene Brüstungen ausgeführt sind. Der Rest des Gebäudes hat ein Flachdach. Eine Mauerkrone aus Kunststein umrahmt das komplette Dach und an der Frontseite liegt zwischen Dachtraufe und Fassade ein in Holz ausgeführtes Dachgesims. Buchstaben aus Bronze über dem Eingang identifizieren das Gebäude als Postamt von Dobbs Ferry.
Der Eingang liegt im Zentrum der Hauptfassade. Es handelt sich um einen Torbogen mit flankierenden hölzernen Pfosten mit darüberliegendem Giebeldreieck. Die Fensterstürze sind ebenfalls aus Backsteinen gemauert, wobei der Schlussstein farblich abgesetzt ist. Zwei eiserne Laternen rahmen den Eingang ein.
Im Innern liegt die L-förmige Schalterhalle, die vier der fünf Joche umfasst. Der Fußboden ist aus orangefarbenen Steinfliesen gefertigt, und an den Wänden befindet sich eine bis in Schalterhöhe reichende Lambris. Die Stuckdecke ist gewölbt. Die Holzrahmen der Mitteilungsbretter und der Fenster sowie die eisernen Gitter an der Fensterreihe sind ursprünglich.

## Geschichte
Dobbs Ferry hatte bereits unter seinen früheren Namen Wickquaequeeck und Greenburgh ein Postamt gehabt, noch bevor der Ort 1872 inkorporiert wurde und die Namensänderung erfolgte. 1915 begann der U.S. Postal Service, der damals zum Treasury Department gehörte, seine Filialen im Land zu vereinheitlichen. Dieser Trend erreichte Dobbs Ferry zu Beginn der 1930er Jahre, als das Postamt eines von 136 Postämtern in dem Bundesstaat wurde, das mit einem Zusatz zum Public Buildings Act of 1931 genehmigt wurde.
Der Kongress der Vereinigten Staaten schaffte es jedoch erst 1934, die Finanzmittel für das neue Postamt von Dobbs Ferry bereitzustellen. Im November 1934 wurde das Grundstück zu einem Preis von 11.700 US-Dollar angekauft und die Eigentümer eines bestehenden Laden- und Wohngebäudes enteignet, um Platz für das neue Gebäude zu machen. Der Kongress stellte dann 95.000 US-Dollar (inflationsbereinigt 1.875.000 US-Dollar) für den Bau bereit, und das Bauunternehmen Summit Brothers begann mit dem Bau. Das neue Postamt wurde 1936 eröffnet.
Der Entwurf durch den damaligen Chefarchitekten des Treasury Departments Louis A. Simon hält sich an den Stil des Colonial Revivals, der für die meisten Postämter, die kreuz und quer durch New York verteilt nach 1905 errichtet wurden, üblich ist. Die meisten dieser Bauten waren einfach, in gewisser Weise spartanisch und die ornamentierte Fassade des Postamts in Dobbs Ferry ist eine Abweichung von der Norm. In New York haben nur die Postämter in Granville und Hudson Falls mit einer Brüstung versehene Giebel und Schlusssteine oberhalb der Fenster.
Das Gebäude blieb seit seiner Errichtung weitgehend intakt. Moderne Aluminiumrahmentüren wurden am Eingang installiert, ebenso ein modernes Beleuchtungssystem. Am deutlichsten sichtbar ist die Ersetzung der ursprünglichen doppelten Treppe am Vordereingang durch eine Rampe für Rollstuhlfahrer, da durch den Americans with Disabilities Act für Bundesgebäude einen barrierefreier Zugang vorgeschrieben wurde.